# Terremoto de Trujillo de 1619
El terremoto de Trujillo de 1619 fue un sismo registrado el 14 de febrero de 1619 con una magnitud 8.7en potencia de magnitud de momento, que causó la destrucción total de la ciudad de Trujillo (Perú) y se sintió en cerca de 2000 km de costa de norte a sur, y en 330 km de este a oeste. Otras poblaciones afectadas gravemente fueron Piura, Saña y Santa. Por haber ocurrido el día 14 de febrero, este suceso dio origen a una singular devoción por San Valentín, bajo cuya protección se puso desde entonces la ciudad. Gobernaba entonces en el Perú el Virrey Francisco de Borja y Aragón, Príncipe de Esquilache.

## El terremoto
El terremoto sacudió buena parte de la costa del Perú. En Lima se sintió con bastante intensidad, obligando a sus habitantes a salir a las calles. Pero donde causó una catástrofe total fue en la ciudad de Trujillo. Fray Diego de Córdoba Salinas, en la Vida de San Francisco Solano (Libro 1, Cap. XXIX) cuenta así el hecho:

«Fue el temblor y terremoto de Trujillo tan terrible y espantoso cuanto jamás se ha visto otro igual en aquel reino. No quedó en pie edificio ni casa alguna que desde sus fundamentos no se deshiciese: sus templos (cuya grandeza, adorno y suntuosidad era de mucho precio y estimación) todos cayeron por tierra, sin quedar piedra sobre piedra, dejando debajo de sus ruinas sepultados gran multitud de hombres y mujeres».

Aunque el relato del cronista franciscano parezca exagerado, no hay duda que el cataclismo fue de consideración y todos los anales de esa época así lo confirman. Dice Fernando de Montesinos que el terremoto fue al mediodía, circunstancia fortuita que posibilitó que las personas se pusieran a resguardo, evitando que las víctimas fuesen numerosas. Miguel Feijoo de Sosa, en su Relación Descriptiva de la Ciudad y Provincia del Perú (Madrid, 1763) confirma lo anterior y añade que los temblores se sucedieron de manera intermitente los siguientes quince días. Los muertos, según este autor, fueron 350, número crecido si se tiene en cuenta la población de entonces.
El relato original pertenece al padre Antonio de la Calancha que en su Crónica moralizada (Lima, 1653, tomo segundo) dice que «en un breve credo que duró el temblor arruinó desde los templos más fortalecidos hasta los edificios más livianos no valiendo la fortaleza para hacerle resistencia, ni la calicanto para oponerse a un soplo del viento». Dice también que el sismo agrietó la tierra en varias partes de las cuales surgió un lodo negruzco que inundó la zona. A lo que se sumó una plaga de grillos y de ratas bermejas. Calancha contabilizó las víctimas en 350, de las cuales 130 quedaron sepultadas en las ruinas. Calancha fue testigo del suceso, en su calidad de prior del convento agustino de Trujillo, y su relato de la calamidad es muy pormenorizado.

## Víctimas
Prácticamente la totalidad de la ciudad de Trujillo, y las poblaciones ubicadas entre los valles de Saña y Santa quedaron en ruinas. Dentro de la amurallada ciudad de Trujillo se contabilizaron más de 350 muertos y cientos de heridos. Funestos también fueron los efectos en la ciudad de Piura, donde más de 200 personas perdieron la vida. La destrucción en otras poblaciones costeras como Lambayeque y andinas como Cajamarca también fueron graves y las víctimas entre decenas y cientos en numerosos pueblos entre un área medida en la actualidad entre Tumbes y el actual puerto de Chimbote, y por el este hasta la ciudad de Jaén (en el actual departamento de Cajamarca). Las réplicas, plagas y epidemias posteriores cobraron más número de víctimas en el transcurso de los días. La intensidad en Lima fue de V en la escala de Mercalli, reportándose daños ligeros, pánico y algunos heridos, mas no destrucciones grandes.

## Repoblamiento y reconstrucción

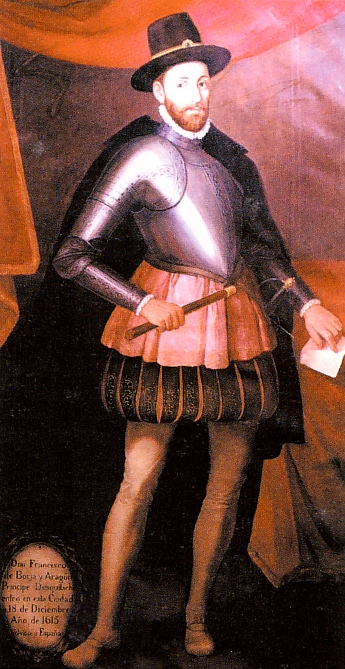
El Virrey del Perú Francisco de Borja y Aragón, Príncipe de Esquilache.

Tan destruida quedó Trujillo, que sus vecinos la abandonaron y se fueron a vivir al campo, principalmente a la pampa de Santa Catalina, y hasta pensaron seriamente en reedificar la ciudad en otro lugar más alejado. La noticia de la destrucción de Trujillo llegó a Lima cuatro días después del suceso. El Virrey Príncipe de Esquilache dio una provisión el 23 de febrero, en la cual disponía que el obispo Francisco Díaz de Cabrera, el corregidor Luis de Esquivel y los vecinos encomenderos del valle, Francisco Merino Ferrer y Juan de Avendaño, «visto el estado de las cosas, como quien las tiene presentes, acuerdan resuelvan y determinen lo que más convenga a la restauración de dicha república y si les pareciese que se mude a otro sitio, tomarán acuerdo en razón de ello...» Ello está consignado en los Anales del Cabildo de Trujillo (1612-1626), publicado por Alberto Larco Herrera (Lima, 1917).
Se dispuso el traslado de la población, y el Virrey ordenó que mil indígenas trabajasen en la reconstrucción, por espacio de diez años y durante la estación del invierno. Las poblaciones de la serranía designadas para proveer de dicha mano de obra fueron las de Huamachuco, Cajamarca, Huambos y Conchucos, y en la costa los yungas, desde Motupe hasta Guañape. Además de ello, se exoneró temporalmente de impuestos al vecindario y se adoptaron otras medidas para acelerar la reconstrucción y evitar la emigración de los habitantes, como había ocurrido en Arequipa tras el terremoto de 1600.
Sin embargo, las comunidades religiosas se opusieron al traslado de la ciudad a un nuevo sitio, y finalmente, por decisión del Cabildo en pleno, se decidió reedificar la ciudad en su mismo sitio original, en donde fuera fundado por Francisco Pizarro en 1535.

## Religiosidad popular

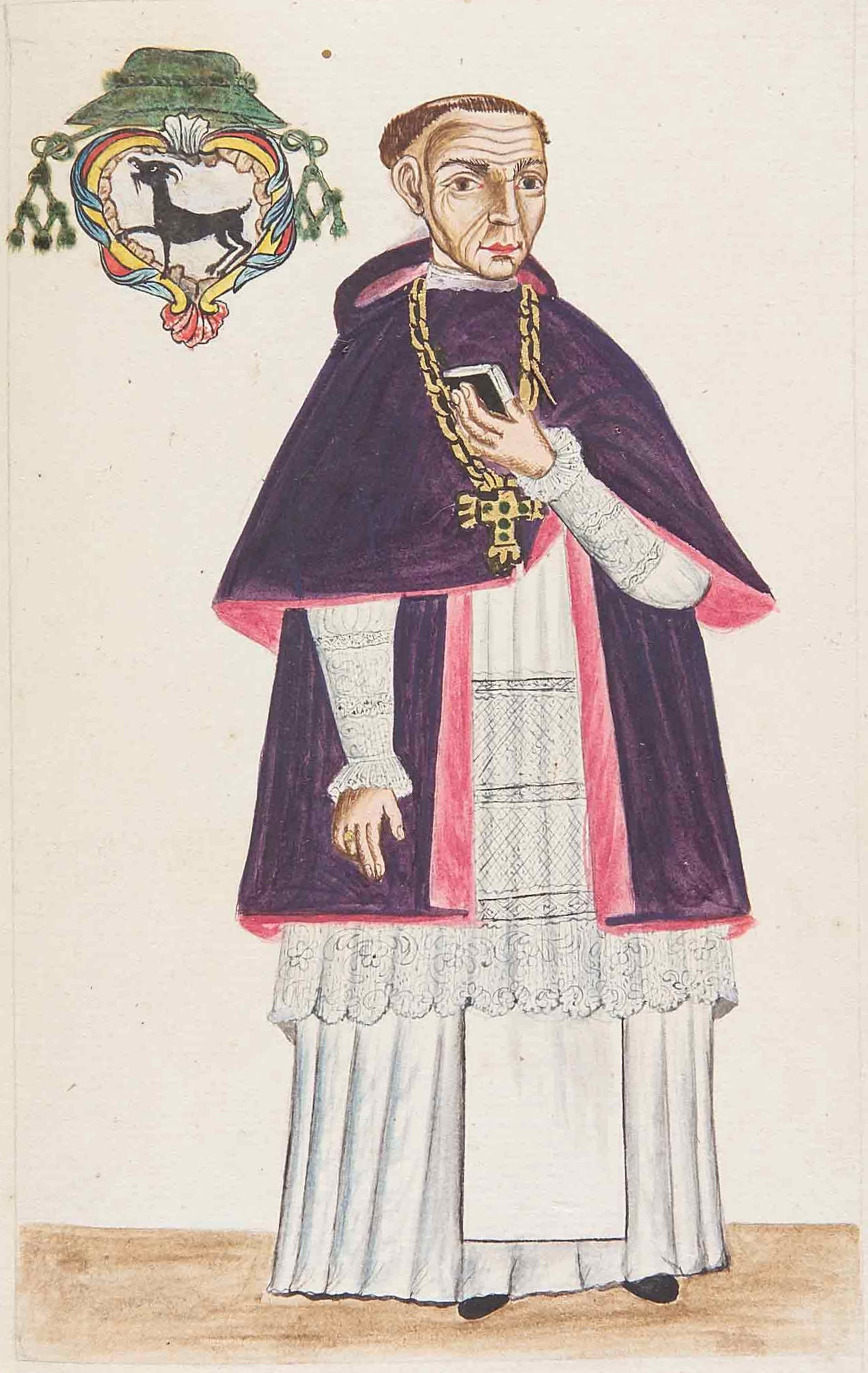
El primer obispo de Trujillo, Francisco Díaz de Cabrera. Ilustración en acuarela. Reproducido del primer tomo del Códice Martínez Compañón (c.1782).

Según una tradición recogida por el padre Calancha, San Francisco Solano, desde el antiguo púlpito del templo de San Francisco de Trujillo, predijo el terremoto a través de enigmas, el día 12 de noviembre de 1603. Dicho santo nació en España y estuvo en Trujillo entre 1602 a 1604, pasando luego sus últimos años en Lima. 
La diócesis u Obispado de Trujillo se había establecido en 1614, siendo su primer obispo el ya mencionado Francisco Díaz de Cabrera, quien había iniciado la construcción de la Catedral. Ocurrido el terremoto, el templo se vino abajo y el obispo, muy afectado por el trágico suceso, se trasladó con su Cabildo a Lambayeque, a cuya iglesia matriz convirtió en catedral. Poco después, el día 25 de abril de 1619, falleció Díaz de Cabrera, y el Cabildo, a instancias del Virrey, regresó a Trujillo. Al estar en ruinas la Iglesia Mayor, se fabricó una construcción de cañas, donde se celebraron los oficios, hasta la reconstrucción del templo.
La catástrofe dio lugar a una singular devoción por San Valentín, en cuyo día santoral (14 de febrero) ocurrió el sismo. Desde entonces la ciudad se puso bajo la advocación de dicho santo en su condición de protector y abogado. Por algún tiempo y de manera anual, el Cabildo ofreció misa y sermón en el cual se hacía recuerdo de la catástrofe. Salía el Santo Patrono en procesión y daba vuelta a todo el perímetro de la Plaza Mayor y se elevaban rogativas y plegarias para que la ciudad no sufriera otra vez de tan letal calamidad.